# Colin des montagnes
Oreortyx pictus
Genre
Espèce
Statut de conservation UICN

 LC  : Préoccupation mineure

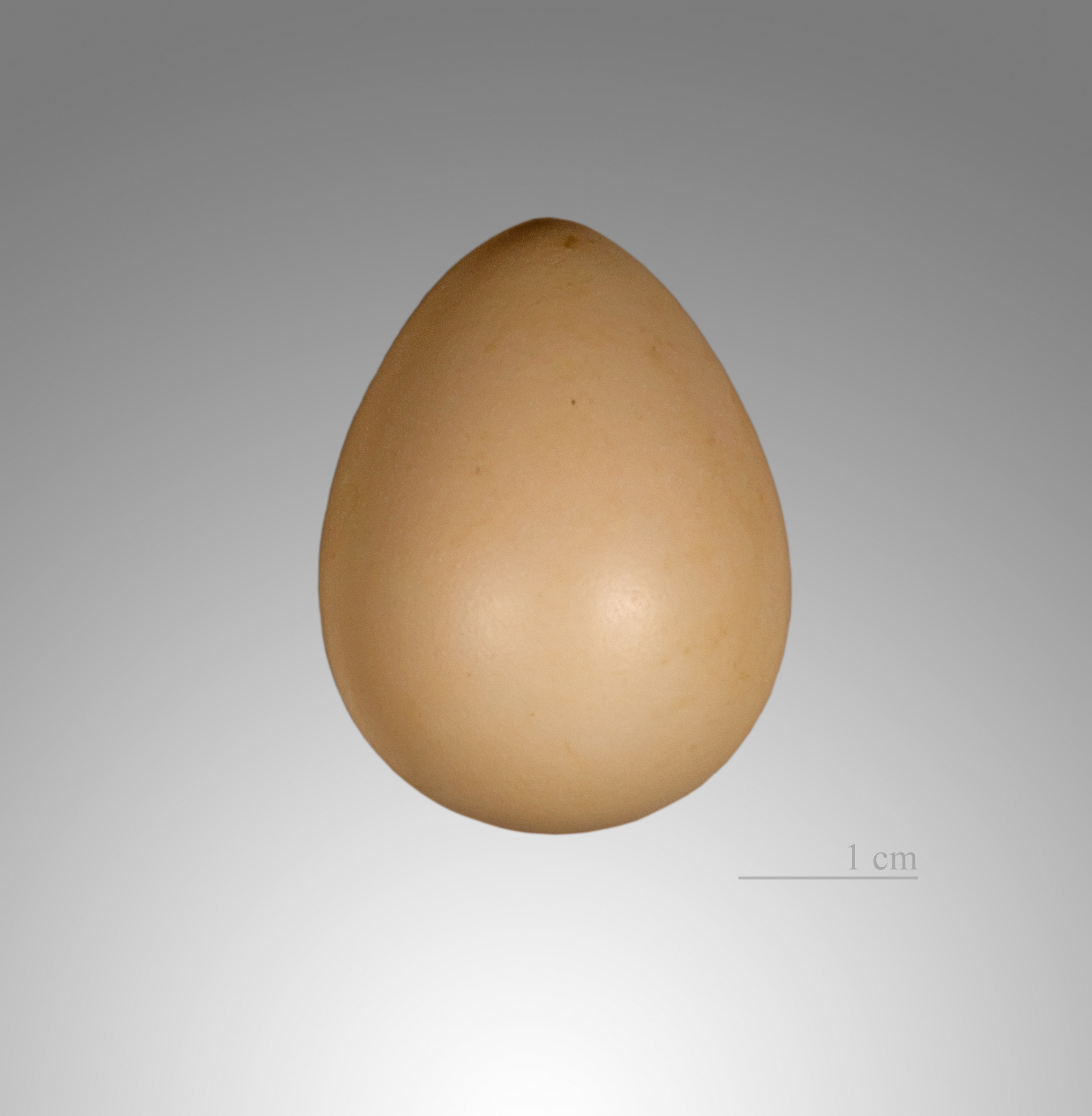
Œuf d Oreortyx pictus - Muséum de Toulouse

Le Colin des montagnes (Oreortyx pictus) est une espèce d'oiseaux de la famille des Odontophoridae, l'unique représentante du genre Oreortyx.
Son aire s'étend de l'État de Washington au nord de la péninsule de Basse-Californie.

## Liste des sous-espèces
Selon la classification de référence du Congrès ornithologique international (version 15.1, 2025) :
- Oreortyx pictus pictus (Douglas, 1829) — du sud-ouest de l'état de Washington au nord-ouest de la Californie ;
- Oreortyx pictus plumifer (Gould, 1837) — Oregon, nord-est de la Californie et ouest du Nevada ;
- Oreortyx pictus russelli Miller, AH, 1946 — Montagnes Little San Bernardino ;
- Oreortyx pictus eremophilus Van Rossem, 1937 — sud de la Californie ;
- Oreortyx pictus confinis Anthony, 1889 —  nord de la Baja California.